# Елена Чаушеску
Елена Чаушеску (рум. Elena Ceaușescu; Петестри, 7. јануар 1916 — Трговиште, 25. децембар 1989) је била супруга бившег румунског председника Николаја Чаушескуа, који је убијен током румунске револуције.
Када су је заробили заједно са њеним мужем, након три дана суђења, на Божић 25. децембра 1989, осуђени су на казну смрти стрељањем, која је извршена одмах. Стрељачки вод није смео њеном супругу да пуца у главу, да би се свету приказало да је мртав, а она није имала такво помиловање.